# オークローンマーケティング
株式会社オークローンマーケティング（OAK LAWN MARKETING, INC.）は、愛知県名古屋市東区に本社を置くNTTドコモグループの企業。テレビショッピングやECサイトなどによる通信販売事業を行っている。
テレビショッピング番組「ショップジャパン」(Shop Japan) を自社制作している。なお「Shop Japan」は同社の登録商標である。テレビショッピングの放送量はジャパネットたかたに次いで多く、テレビショッピングでの市場占有率は6%で業界第4位である。
2007年に発売した「ビリーズブートキャンプ」のDVDが大反響を呼び、150万セットを売り上げ同社の看板商品となった。また2015年4月からは腹筋運動マシン「ワンダーコア」のCMキャラクターに剛力彩芽を起用し話題となった。

## 沿革
創業者のロバート・W・ローチ (Robert W. Roche) は、1983年に南山大学日本研究センターの交換留学生として初来日。1985年にイリノイ州立大学で経済学および日本学の学士号を取得し、1986年に再来日。1988年にデンバー大学ロースクールで法学位を取得後、1989年に3回目の来日を果たし名古屋へ来た。
ローチはバブル景気に湧く日本で円高を背景に、アメリカから商品を輸入して販売すれば成功すると考え、名古屋の老舗百貨店を回ったものの相手にされず、日本の商習慣の壁に直面した。バブル崩壊後の1993年にローチは、異業種交流会で外国人をパートナーとして輸入業に進出しようとしていた現ファウンダーの中村規脩と知り合って意気投合し、同年5月に株式会社オークローンマーケティングを設立。社名はローチの出身地であるイリノイ州シカゴ郊外のオークローン村に由来して命名された。
会社設立当初は、ティファニーやグッチなどのハイブランド商品を並行輸入して問屋に卸していたが、取り扱い商品がテレビショッピングで紹介され、売れ行きが好調だったことから他の商品も紹介されることとなり、テレビショッピング主体のビジネスモデルを確立していった。
1994年4月、海外映像を使用したテレビショッピング番組を制作し放送を開始。アメリカのインフォマーシャル（情報提供型ショッピング番組）を日本語吹き替えで放送する形での放送開始であった。しかし外国人社長が経営する小さい会社であったことから、ローカル局でもなかなか相手にされず、やっとケーブルテレビ局で放送開始されることとなった。
翌1995年には本社を名古屋市中区丸の内へ移転。1999年には「ショップジャパン」ブランドを開設した。
2003年には低反発マットレス「トゥルースリーパー」を発売。2004年には有酸素運動&筋トレマシン「ラテラル・サイ・トレーナー」を発売。2006年には「ヒルズコレクション」(Hill's Collection) ブランドを新設。化粧品・美容食品の専門ブランドとして展開した。2006年には札幌センターを開設。2007年には本社を現在地のNHK名古屋放送センタービルへ移転した。
2008年3月、新ブランド「エクサボディ」(exabody) を開設し、これまで「ショップジャパン」が取り扱っていたダイエット・エクササイズに関するDVD（「ターボジャム」「コアリズム」など）やグッズなどの事業を移管した。同時に「ショップジャパン」のロゴマークを一新するとともに番組をリニューアルし、一部商品に限り実店舗（量販店）での販売を開始した。
2009年4月にNTTドコモ（以下「ドコモ」）が同社株式の51%を310億円で取得することを発表、ドコモと業務提携を締結しドコモグループ入りした。ドコモは株式の過半数を取得しており、連結子会社化したことになる。ドコモでは同社に役員4人を派遣し、同社を通じ携帯電話による通販事業拡大を図る方針と報じられた。
2010年には食品系ブランド「日本橋グルメ百貨店」を新設し、「ショップジャパン」では取り扱いがなかった食料品を扱うようになった（2012年現在は閉鎖）。2011年には九州オフィス（のち閉鎖）、OLM千葉ロジスティクスセンターを開設した。
ドコモとの提携により、携帯電話経由の売上高が数%ずつ伸びた。これはiモードコンテンツとして「ヒルズコレクション」「ショップジャパン」「エクサボディ」「日本橋グルメ百貨店」を展開していることや、ドコモ動画でコマーシャルを流したことなどによる。また、モバイルクレジット決済であるiDに対応したり、同社の商品がドコモプレミアクラブのポイント交換商品となった。同じドコモグループのmmbiが運営する「NOTTV」に提供する通販番組で、その月額である400円（税抜）を購入価格から割り引いたり、2012年10月からは「NOTTV」で「エクサボディ」とのタイアップテレビドラマ『通販ドラマ健康本舗』を放送し、テレビドラマを観ながらエクサボディ商品を購入することができた。
2012年にはavexとの共同で、TRFデビュー20周年プロジェクトの一環として「エクサボディ」ブランドからダンササイズDVD『TRF EZ DO DANCERCIZE』(TRFイージードゥ ダンササイズ) シリーズを発売し大ヒット。翌2013年12月に続編としてビギナー向けのダンササイズDVD『TRF EZ DO DANCERCIZE avex Special Edition』を発売、エクササイズDVDカテゴリーで『コアリズム』を抜いて売り上げ記録を更新した。
2013年10月、エクササイズ系ブランド「エクサボディ」と美容系ブランド「ヒルズコレクション」を「ショップジャパン」へ統合し、家電製品や調理器具、健康・美容食品まで取り扱うオールマイティーブランドとしてリニューアルした。
2014年8月、大手かつらメーカーアデランスとの共同で「スピードE」を発売しヘアケア製品を強化した。また同年にはCI刷新を行い、2014年度下半期(同年10月期)よりCM・提供クレジットで使用するブランド表記のフォントを変更した。2014年度下半期より『トゥルースリーパー プレミアム』、翌2015年1月より季節品『洗浄魂』に限り放送フォーマットを先行刷新、新年度を迎える同4月期をもって番組枠自体をこの新フォーマットに刷新し、地上波向けに15秒程度のテレビコマーシャルの放送を開始した。また同年には東京オフィスを中央区から港区の虎ノ門ヒルズへ移転した。
2015年4月には『トゥルースリーパー』に特化した直営の実店舗を三重県にオープンし、フィットネスクラブ「東急スポーツオアシス」とのコラボレーション商品「ながらウォーク」を発売した。
2016年には、ファッション系キュレーションサイト「STORICO (ストリコ) 」を立ち上げた。スタイリストが推薦するファッションアイテムを動画配信するとともに、動画で紹介したアイテムをサイト上で購入可能とし、「ショップジャパン」で取り扱いのなかったアパレル製品を扱うようになった。しかしこの企画は長くは続かず、翌2017年6月13日をもって「STORICO」を閉鎖しサービス終了した。
2019年には「ショップジャパン」ブランド開設20周年を迎え、実店舗として神奈川県のららぽーと湘南平塚内に「Shop Japanららぽーと湘南平塚店」を出店した。

## 事業拠点

### 事業所
- 本社 - 愛知県名古屋市東区東桜1-13-3　NHK名古屋放送センタービル14階
- 東京オフィス - 東京都港区虎ノ門1丁目23番1号 虎ノ門ヒルズ森タワー21階
- 札幌センター - 北海道札幌市中央区北3条西4丁目1-1 日本生命札幌ビル13階
- 大阪センター - 大阪府大阪市北区堂島1-5-30 堂島プラザビル8階
- OLM千葉ロジスティクスセンター - 千葉県市川市二俣717-88 NTTロジスコ千葉センタD棟

かつて存在した事業所
- 名古屋センター - 愛知県名古屋市天白区
- 九州センター
- 上海オフィス - 中国上海市
- 深圳オフィス - 中国深圳市

### 関連会社
- 株式会社インターワールド
- 株式会社ディー・エス・エヌ
- 株式会社ライブアジア
- 株式会社H&Rコンサルタンツ
- 株式会社リロジャパン
- グローバル インフォマーシャル サービス（アメリカ）
- USAグローバル アイディアズ ダイレクト（アメリカ）

## 番組構成
各テレビ局では主に番組の穴埋めとして放送されており、ローカル編成枠では時間を問わず放送されている。
放送局側の番組編成によっては、商品を30分間に1品または1時間に2品ずつに分けて放送する場合もある。なお、新聞の番組表などに記載される番組名は番組表の大きさなどの都合で「買物」「ショップ」などのように省略して表記される場合がある。また、TVQ九州放送など一部の局では「ワイドテレビショッピング」（またはワイドテレショップ）と表記されることもある。
通信販売の受付電話番号は、フリーコールは公式サイトに表示されているが、放送局や紹介する商品によって案内される電話番号がそれぞれ異なる。また一部放送局では、インフォマーシャル（14分以上の枠）とスポット枠（5分未満の枠）で番号が異なる。

### 放送局
地上波では、主に独立局で放送している。またそれ以外に、四国放送（日曜の放送終了前や平日の11時台。かつては平日・祝日の夕方枠に放映枠を持っていたが自社制作枠新設により全廃）、朝日放送テレビ（平日の放送終了前）、日本テレビ、テレビ大阪（深夜での放送が中心。平日日中にも放映枠を不定期で設ける場合もある）、関西テレビ（月曜深夜に定期放送。日曜深夜にも不定期放送の場合あり）、毎日放送（自社制作枠）等で定期、もしくは不定期での放映枠を持つ局も多い。
独立局では、テレビ埼玉とKBS京都で日中に放送される通販番組の大半がショップジャパンのものである。特にKBS京都では新番組が決まらない際、ショップジャパンの通販番組を昼夜を問わず穴埋めで放送することが多い。
CBCラジオでは番組スポンサーとして、ラジオショッピングではない企業CMを放送している。
衛星放送では、BSデジタル放送の民放各局（BS-TBS（旧BS-i時代から）やBSテレ東（旧BSジャパン時代から）、Dlifeなどではスポット枠（90秒枠）でCM放映。WOWOWを除く）や、CS放送の各局で放送している。
放送しているCS放送局の一覧
- 映画・チャンネルNECO
- 日本映画専門チャンネル
- 衛星劇場
- ムービープラス
- ザ・シネマ
- V☆パラダイス
- スカイA
- GAORA
- J SPORTS
- ゴルフネットワーク
- 日テレジータス
- 日テレプラス
- テレ朝チャンネル
- フジテレビワンツーネクスト
- エンタメ〜テレ☆シネドラバラエティ
- MONDO TV
- FOX
- スーパー!ドラマTV
- アクションチャンネル
- ミステリーチャンネル
- LaLa TV
- アジアドラマチックTV
- KBS World
- 時代劇専門チャンネル
- ファミリー劇場
- ホームドラマチャンネル
- チャンネル銀河
- 歌謡ポップスチャンネル
- カートゥーン ネットワーク
- キッズステーション
- アニマックス
- ディスカバリーチャンネル
- アニマルプラネット
- ヒストリーチャンネル
- ナショナル ジオグラフィック
- 日経CNBC
- TBS NEWS
- 旅チャンネル
- 囲碁・将棋チャンネル

閉局または放送を打ち切った局
- ザ・ゴルフ・チャンネル
- サスペンスシアター FOXCRIME
- FOXライフ
- 日テレNEWS24
- インターローカルTV
- 240スタイル

## 不祥事

### ダイエットマシンの不当表示
2021年9月9日、消費者庁は株式会社オークローンマーケティングに対し、同社の商品「スレンダートーン アブベルト」に優良誤認表示（不当表示）があるとして、景品表示法第8条第1項の規定に基づき課徴金納付命令を発出した。
消費者庁の発表によれば、テレビショッピング番組「ショップジャパン」での同商品の紹介において、腹部に着用するだけで電気刺激により、4週間から6週間で腹囲が約10cmから20cmも痩せると謳っていた。消費者庁はこれに対し、景品表示法第8条第3項の規定に基づき当該表示の裏付けとなる合理的根拠を示す資料の提出を求めたが、同社から提出された資料では合理的根拠はみられなかった。また「個人の感想であり効果には個人差があります」「適切な栄養管理も行った結果です」、出演タレントが使用した機種は「本商品ではなく上位モデルです」などという打ち消し表示を行っていた。このため消費者庁は同社に対し、2018年（平成30年）12月20日から2019年（令和元年）6月15日までの間を同法に基づく課徴金納付命令対象期間とし、2022年（令和4年）4月11日までに517万円の課徴金納付を命じた。